# 펑저 (체조 선수)
펑저(중국어 간체자: 冯喆, 정체자: 馮喆, 병음: Féng Zhé, 한자음: 풍철, 1987년 11월 19일~)는 중화인민공화국의 체조 선수로 주 종목은 평행봉이다. 2012년 하계 올림픽 남자 평행봉 부문에서 금메달을 획득했으며 세계 선수권 대회에서 금메달 3개, 은메달 1개를 획득했다.